# Chef Jack: O Cozinheiro Aventureiro
Chef Jack: O Cozinheiro Aventureiro é um filme de animação e fantasia brasileiro de 2023, dirigido por Guilherme Fiúza Neto e escrito por Artur Henrique Costa. Estrelado por Danton Mello no personagem-título, o filme acompanha as aventuras do chef de cozinha Jack, que entra em um reality show culinário para provar seu talento cozinhando. Conta ainda com as vozes de Rodrigo Waschburger, Rejane Faria e Guilherme Briggs nos demais personagens principais.
Chef Jack tem produção de Immagini Animation Studios e distribuição da Sony Pictures Brasil. O filme teve estreia em 19 de janeiro de 2023 nos cinemas brasileiros. O filme foi um dos 28 títulos escolhidos para a seleção de filmes que representariam o Brasil na categoria de Melhor Filme Estrangeiro do Óscar.

## Sinopse
A trama gira em torno de Jack (Danton Mello), um indivíduo de coração generoso, porém marcado por traços evidentes de excesso de confiança. Reconhecido como um prodígio na culinária, ele percorre o globo em busca dos ingredientes mais raros para criar receitas excepcionais. Contudo, sua reputação é abalada após um sério erro em um prato, desencadeando consequências negativas.
Para reafirmar seu status como o maior chef aventureiro contemporâneo e superar os obstáculos, Jack decide ingressar na Convergência de Sabores, a mais prestigiada competição de culinária de aventura do mundo. Entretanto, o que parecia ser uma empreitada simples se transforma em um desafio significativo. Jack se vê obrigado a colaborar com Leonard, um novato inseguro e sonhador, abandonando o orgulho para competir e vencer ao lado do companheiro na busca pela vitória na competição.

## Elenco
- Danton Mello como Chef Jack
- Rodrigo Waschburger como Leonard
- Guilherme Briggs como Tiki
- Rejane Faria como Adaeze
- Carlos Magno Ribeiro como Naazar
- Renan Rammé como Jeremy
- Giordano Becheleni como Bob
- Marisa Rotenberg como Elisa
- Guilherme Mello como Castor Porta-voz
- Ana Laura Salles como Ndidi
- Cecília Fernandes como Lev / Bárbara
- Tássia D'Paula como Alice
- Renata Corrêa como Juliette / Justine / Yumi
- Cíntia Ferrer como Dominica
- Álvaro Rosa Costa como Toninho

## Produção
Chef Jack: O Cozinheiro Aventureiro é dirigido por Guilherme Fiúza Neto, sendo essa sua estreia na direção de um longa-metragem de animação. Anteriormente, Fiúza havia ganhado repercussão na direção do filme de aventura infantil O Menino no Espelho (2014). No entanto, o diretor já tinha experiência profissional por conduzir curtas-metragens e pilotos de animação. O diretor foi convidado pelos produtores Luiz Fernando e Giordano Becheleni para o cargo de diretor, assumindo o posto com o projeto já concebido. A criação da história do filme foi realizada por Artur Henrique Costa, formado em Cinema de Animação pela Universidade Federal de Minas Gerais.

### Desenvolvimento
A produção foi iniciada em 2019. O filme foi inteiramente produzido no estado de Minas Gerais. A produção é realizada em parceria entre Cineart e Immagini Animation Studios, produtora de animação localizada em Belo Horizonte. O filme marca a estreia na dublagem original de uma animação do ator Danton Mello, nascido em Minas Gerais, que interpreta o protagonista-título "Jack". A primeira etapa do desenvolvimento do filme foi a gravação da dublagem dos personagens. Por questões técnicas, as gravações são realizadas primeiro para que a equipe de animação possa sincronizar os movimentos labiais com as falas dos personagens.

## Lançamento
Chef Jack: O Cozinheiro Aventureiro foi lançado diretamente nos cinemas do Brasil em 19 de janeiro de 2023 pela Sony Pictures Brasil, com distribuição larga em 581 salas de cinema. Ainda em janeiro, o filme participou da 26ª Mostra de Cinema de Tiradentes. Em 11 de agosto do mesmo ano, o filme foi exibido no 51° Festival de Cinema de Gramado, no Rio Grande do Sul, sendo selecionado para a Mostra Infantil do evento.

## Recepção

### Bilheteria
Chef Jack: O Cozinheiro Aventureiro disputou bilheteria com grandes sucessos internacionais, incluindo Avatar: O Caminho da Água, Gato de Botas 2: O Último Pedido e M3gan, que ocuparam as três primeiras colocações em número de bilheteria em seu final de semana de estreia. Entre 19 e 22 de janeiro, o filme arrecadou R$ 375 mil em bilheteria, ocupando a oitava posição no ranking de ingressos vendidos. Ao todo, Chef Jack arrecadou R$ 860 mil e foi assistido por 50,8 mil espectadores.

### Resposta da crítica
O filme foi recebido com avaliações mistas e positivas por parte dos críticos especializados. Janda Montenegro, do website CinePOP, escreveu que Chef Jack é "é uma aventura leve para uma tarde no cinema. Curto e divertidinho, é uma boa opção para esse público cada vez mais jovem e mais antenado nos reality show". Fabrizio Ferro, do Estação Nerd, disse que o filme "cumpre seu objetivo ao entregar uma aventura juvenil que entretém. Se não existem grandes destaques técnicos, existe uma história enxuta que muito provavelmente vai agradar ao seu público alvo".
Para o portal Tangerina, do UOL, André Zuliani escreveu que, contando com coadjuvantes e antagonistas de igual carisma, Chef Jack demonstra que a construção de uma narrativa envolvente não depende necessariamente dos vultosos investimentos de Hollywood ou da tecnologia 3D das animações mais arrojadas. Apesar de ter recursos mais modestos em comparação à gigante Disney, a Immagini realiza um trabalho admirável, destacando-se especialmente ao transformar Jack em uma espécie de Indiana Jones, cujas habilidades transcendem significativamente o universo da culinária.
Victor Hugo Furtado, do Papo de Cinema, escreveu que Chef Jack: O Cozinheiro Aventureiro é notável em termos de realização técnica, atendendo plenamente às expectativas em relação ao refinamento técnico esperado dos profissionais de animação no Brasil. O filme não deixa a desejar nesse aspecto e consegue encantar ao explorar suas cores elegantes e bem distribuídas. Contudo, seria apreciável a presença de elementos que conectassem de maneira mais coesa as diversas figuras apresentadas, possivelmente gerando um magnetismo mais original à narrativa.

## Sequência
Em janeiro de 2023, durante entrevista, o diretor Guilherme Fiúza Neto revelou que um projeto para a continuação Chef Jack 2 estava sendo trabalhado pelos produtores Giordano Becheleni e Luiz Fernando, da Pixel Produções e da Imaginni Studios.